# 優香&ビビアンのムチャ修行!
『優香&ビビアンのムチャ修行!』（ゆうかアンドビビアンのムチャしゅぎょう）は、日本テレビ系列局ほかで放送されていた中京テレビ製作のトークバラエティ番組である。製作局の中京テレビでは2002年10月6日から2003年3月30日まで放送。

## 概要
『ZZZ』金曜第2部で放送されていた深夜番組『Chanoma girls』のリニューアル版で、この番組でも引き続き優香とビビアン・スーが司会を務めていた。同じくゲストを招いてのトーク番組であるが、リニューアルを境にゲストの傾向が変わり、2人にとっては人生の大先輩である芸能界の大御所たちを毎回招くようになった。また、『Chanoma girls』時代にあった料理番組的な要素が無くなり、ゲストの家族や友人から寄せられた証言VTRを基にトークを展開するという形に変更された。
新聞のテレビ欄は文字数が限られていることから、ほぼ毎回「優香&ビビ」のみ表記していたが、初期には「ムチャ修行」と表記していた。

## スタッフ
- 構成：中野俊成、樋口卓治、加藤智久、川野将一、橋本吾市
- プロデューサー：高橋潔
- 技術協力：テクノマックス
- 制作協力：ncv
- 製作著作：中京テレビ

## エンディングテーマ
- 飾りじゃないのよ涙は（井上陽水）[2]
- tokage （五島美佳）[3]
- 幻（12.ヒトエ）[4]
- Remind （FLAME）[5]

## 放送局
| 放送対象地域 | 放送局         | 系列           | 放送日時                              | 備考               |
| ------------ | -------------- | -------------- | ------------------------------------- | ------------------ |
| 中京広域圏   | 中京テレビ     | 日本テレビ系列 | 日曜 10:55 - 11:25                    | 製作局             |
| 関東広域圏   | 日本テレビ     | 日本テレビ系列 | 日曜 10:55 - 11:25                    | 同時ネット         |
| 新潟県       | テレビ新潟     | 日本テレビ系列 | 日曜 10:55 - 11:25                    | 同時ネット         |
| 北海道       | 札幌テレビ     | 日本テレビ系列 | 日曜 12:30 - 13:00                    |                    |
| 青森県       | 青森放送       | 日本テレビ系列 | 日曜 12:30 - 13:00                    |                    |
| 福島県       | 福島中央テレビ | 日本テレビ系列 | 日曜 17:00 - 17:30 日曜 16:55 - 17:25 | 途中で放送時間変更 |
| 山梨県       | 山梨放送       | 日本テレビ系列 | 月曜 01:55 - 02:25 （日曜深夜）       |                    |
| 富山県       | 北日本放送     | 日本テレビ系列 | 水曜 00:55 - 01:25 （火曜深夜）       |                    |
| 山口県       | 山口放送       | 日本テレビ系列 | 水曜 01:20 - 01:50 （火曜深夜）       |                    |
| 愛媛県       | 南海放送       | 日本テレビ系列 | 土曜 13:30 - 14:00                    |                    |
| 沖縄県       | 琉球放送       | TBS系列        | 土曜 15:24 - 15:54                    |                    |